# 电偶极矩
本条目中，向量與标量分別用粗體與斜體顯示。例如，位置向量通常用 {\displaystyle \mathbf {r} \,\!} 表示；而其大小則用 {\displaystyle r\,\!} 來表示。

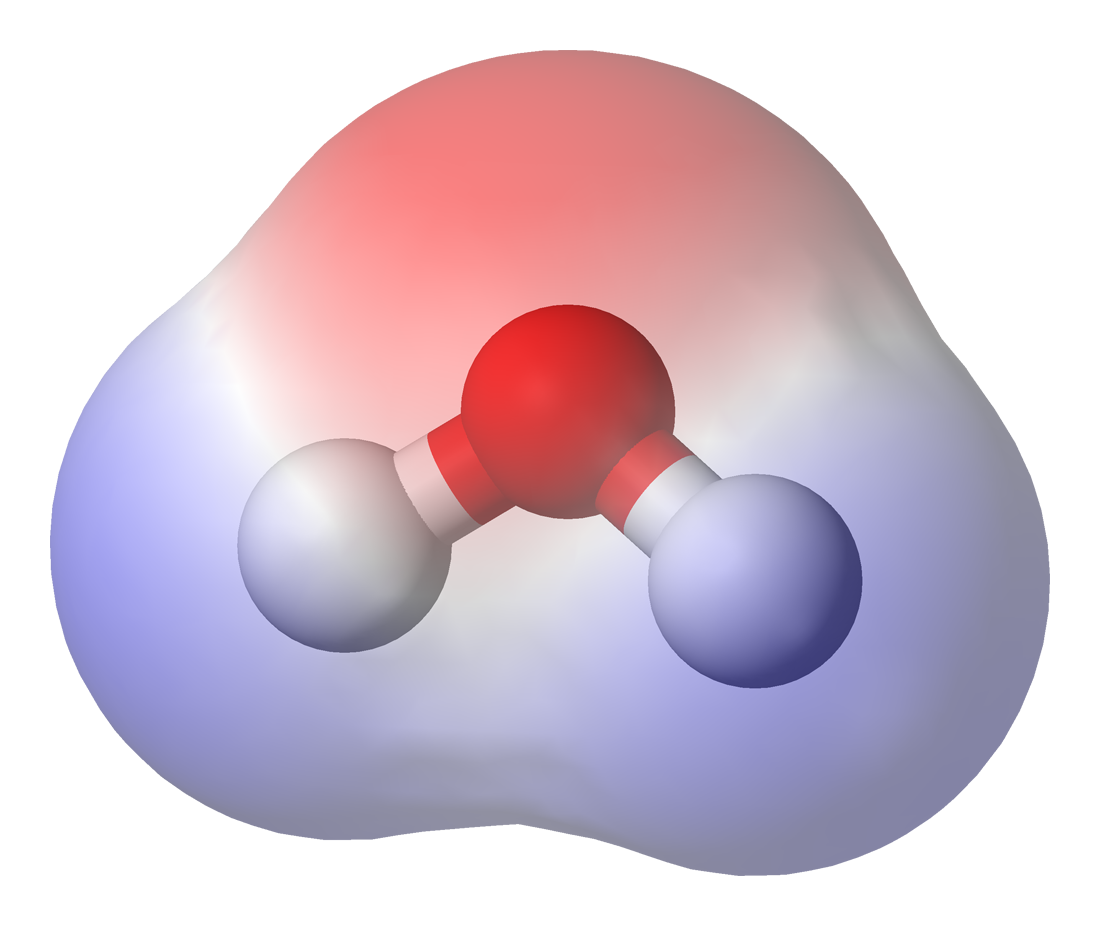
水分子是一種極性化合物。這是因為其電子的不均勻分佈成鈍角狀結構。此圖顯示出電荷的分離現象，負電荷占有紅色區域，正電荷占有藍色區域。

以有限距離隔開的兩個同電量的異性電荷所形成的物理電偶極子與其電場線。

任意點偶極子（電偶極子、磁偶極子、聲偶極子等等）的場線。

在物理學裏，电偶极矩衡量正電荷分佈與負電荷分佈的分離狀況，即电荷系统的整體极性。
对于分别带有正电量{\displaystyle {+}q}、負电量{\displaystyle -q}的两个点电荷的简单案例，电偶极矩{\displaystyle \mathbf {p} }为： 
{\displaystyle \mathbf {p} =q\,\mathbf {d} }；
其中，{\displaystyle \mathbf {d} }是从负电荷位置指至正电荷位置的位移向量。
这方程式意味着电偶极矩{\displaystyle \mathbf {p} }的方向是从负电荷指向正电荷。注意到这跟在正电荷与负电荷之间的电场线的方向相反——从正电荷开始，在负电荷结束。这裏并没有矛盾，因为电偶极矩与電偶極子的取向有關，即與电荷的相对位置有关；它不能單獨直接地表示出電場線的方向。
稱這雙電荷系統為「物理電偶極子」。在距離超遠於兩個點電荷相隔距離之處，物理電偶極子所產生的電場，可以近似為其電偶極矩所產生的電場。令物理電偶極子的兩個點電荷相隔距離{\displaystyle \mathbf {d} }趨向於0，同時保持其電偶極矩{\displaystyle \mathbf {p} }不變，則極限就是「點電偶極子」，又稱為「純電偶極子」。物理電偶極子產生的電場，其多極展開式的一次項目就是點電偶極子產生的電場。

## 簡單電偶極子案例
一般而言，給定在區域{\displaystyle \mathbb {V} '}內的連續電荷分佈，其電偶極矩為
{\displaystyle \mathbf {p} (\mathbf {r} )=\int _{\mathbb {V} '}\rho (\mathbf {r} ')\,(\mathbf {r} '-\mathbf {r} )\ d^{3}\mathbf {r} '}；
其中，{\displaystyle \mathbf {r} }是場位置，{\displaystyle \mathbf {r} '}是源位置，{\displaystyle \rho (\mathbf {r} ')}是在源位置{\displaystyle \mathbf {r} '}的電荷密度，{\displaystyle d^{3}\mathbf {r} '}是微小體元素。
設定{\displaystyle N}個點電荷，則電荷密度是{\displaystyle N}個狄拉克δ函數的總和：
{\displaystyle \rho (\mathbf {r} ')=\sum _{i=1}^{N}\,q_{i}\delta (\mathbf {r} '-\mathbf {r} _{i}')}；
其中，{\displaystyle \mathbf {r} _{i}'}是點電荷{\displaystyle q_{i}}的位置向量。
這些點電荷的電偶極矩為
{\displaystyle \mathbf {p} (\mathbf {r} )=\sum _{i=1}^{N}\,q_{i}\int _{\mathbb {V} '}\delta (\mathbf {r} '-\mathbf {r} _{i}')\,(\mathbf {r} '-\mathbf {r} )\ d^{3}\mathbf {r} '=\sum _{i=1}^{N}\,q_{i}(\mathbf {r} _{i}'-\mathbf {r} )}。
對於兩個同電量異性的電荷案例，標記正電荷與負電荷的位置分別為{\displaystyle \mathbf {r} _{+}'}、{\displaystyle \mathbf {r} _{-}'}，則電偶極矩為
{\displaystyle \mathbf {p} (\mathbf {r} )=q(\mathbf {r} _{+}'-\mathbf {r} )-q(\mathbf {r} _{-}'-\mathbf {r} )=q(\mathbf {r} _{+}'-\mathbf {r} _{-}')=q\mathbf {d} }。
電偶極矩{\displaystyle \mathbf {p} (\mathbf {r} )}與位移向量{\displaystyle \mathbf {d} }的方向相同，都是從負電荷指向正電荷。由於電偶極子是中性的，電偶極矩與觀察者的參考點{\displaystyle \mathbf {r} }無關。
設定{\displaystyle N}個電偶極子，其電偶極矩分別為{\displaystyle \mathbf {p} _{i},\ i=1,2,\dots ,n}，則這些電偶極子的總電偶極矩為
{\displaystyle \mathbf {p} (\mathbf {r} )=\sum _{i=1}^{N}\mathbf {p} _{i}}。
由於每一個電偶極子都是中性的，整個系統也是中性的。因此，總電偶極矩與觀察者的參考點{\displaystyle \mathbf {r} }無關。
當論述像質子、電子一類的非中性系統時，會出現電偶極矩與參考點有關的問題。對於這些案例，常規是選擇系統的質心為參考點，而不是任意點。電量中心似乎是比較合理的參考點，但是這會造成電偶極矩等於零的結果。選擇質心為參考點可以保證電偶極矩是系統的一個內稟性質（intrinsic property）。

## 電偶極子產生的電勢與電場

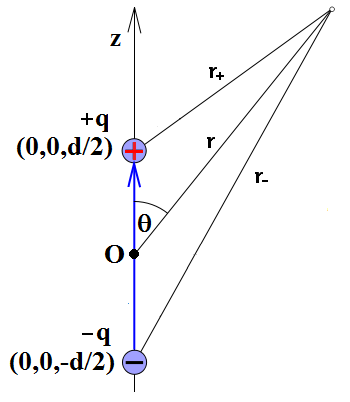
物理電偶極子跟場位置之間的距離關係。

如右圖所示，設定正電荷{\displaystyle {+}q}與負電荷{\displaystyle {-}q}的位置分別為{\displaystyle \mathbf {r} _{+}=(0,0,d/2)}、{\displaystyle \mathbf {r} _{-}=(0,0,-d/2)}，則在場位置{\displaystyle \mathbf {r} }的電勢{\displaystyle \phi }為
{\displaystyle \phi (\mathbf {r} )={\frac {q}{4\pi \varepsilon _{0}r_{+}}}-{\frac {q}{4\pi \varepsilon _{0}r_{-}}}}。
應用餘弦定理，假設場位置離電偶極子足够遠，{\displaystyle d/2\ll r}，則{\displaystyle 1/r_{+}}、{\displaystyle 1/r_{-}}\可以分別近似為
{\displaystyle {\begin{aligned}{\frac {1}{r_{\pm }}}&=\left(r^{2}+{\frac {d^{2}}{4}}\mp rd\cos {\theta }\right)^{-1/2}={\frac {1}{r}}\left(1+{\frac {d^{2}}{4r^{2}}}\mp {\frac {d\cos {\theta }}{r}}\right)^{-1/2}\\&\approx {\frac {1}{r}}\left(1\pm {\frac {d\cos {\theta }}{2r}}\right)\\\end{aligned}}}。
將這兩個公式代入電勢的方程式，可以得到
{\displaystyle \phi (\mathbf {r} )\approx {\frac {qd\cos {\theta }}{4\pi \varepsilon _{0}r^{2}}}}。
設定電偶極矩{\displaystyle \mathbf {p} }為
{\displaystyle \mathbf {p} =q\mathbf {r} _{+}-q\mathbf {r} _{-}=q\mathbf {d} }；
其中，{\displaystyle \mathbf {d} }是從負電荷指至正電荷的位移向量。
則電勢以向量標記為
{\displaystyle \phi (\mathbf {r} )={\frac {1}{4\pi \varepsilon _{0}}}\ {\frac {\mathbf {p} \cdot {\hat {\mathbf {r} }}}{r^{2}}}}。
電偶極子的電勢隨著距離平方遞減；而單獨電荷是隨著距離的一次方遞減。所以電偶極子的電勢遞減速度比單獨電荷快很多。
電偶極子的電場是電勢的負梯度。採用球坐標{\displaystyle (r,\theta ,\varphi )}，電場{\displaystyle \mathbf {E} }的三個分量{\displaystyle E_{r}}、{\displaystyle E_{\theta }}、{\displaystyle E_{\varphi }}分別為
{\displaystyle E_{r}=-\ {\frac {\partial \phi (\mathbf {r} )}{\partial r}}={\frac {p\cos {\theta }}{2\pi \varepsilon _{0}r^{3}}}}、
{\displaystyle E_{\theta }=-\ {\frac {1}{r}}\ {\frac {\partial \phi (\mathbf {r} )}{\partial \theta }}={\frac {p\sin {\theta }}{4\pi \varepsilon _{0}r^{3}}}}、
{\displaystyle E_{\varphi }=-\ {\frac {1}{r\sin {\theta }}}{\frac {\partial \phi (\mathbf {r} )}{\partial \varphi }}=0}；
或者，以向量表示為
{\displaystyle \mathbf {E} ={\frac {p(2\cos {\theta }\ {\hat {\mathbf {r} }}+\sin {\theta }\ {\hat {\boldsymbol {\theta }}})}{4\pi \varepsilon _{0}r^{3}}}={\frac {3(\mathbf {p} \cdot {\hat {\mathbf {r} }}){\hat {\mathbf {r} }}-\mathbf {p} }{4\pi \varepsilon _{0}r^{3}}}}。
注意到這個方程式並不完全正確，這是因為電偶極子的電勢有一個奇點在它所處的位置（原點{\displaystyle \mathbf {O} }）。更仔細地推導，可以得到電場為
{\displaystyle {\begin{aligned}\mathbf {E} =-\nabla \Phi &={\frac {1}{4\pi \epsilon _{0}r^{3}}}\left(3(\mathbf {p} \cdot {\hat {\mathbf {r} }}){\hat {\mathbf {r} }}-\mathbf {p} \right)-{\frac {\mathbf {p} }{3\epsilon _{0}}}\delta ^{3}(\mathbf {r} )\\&={\frac {p}{4\pi \epsilon _{0}r^{3}}}(2\cos \theta {\hat {\mathbf {r} }}+\sin \theta {\hat {\boldsymbol {\theta }}})-{\frac {\mathbf {p} }{3\epsilon _{0}}}\delta ^{3}(\mathbf {r} )\end{aligned}}}；
其中，{\displaystyle \delta ^{3}(\mathbf {r} )}是三維狄拉克δ函數
更詳盡細節，請參閱偶極子。

## 電偶極矩密度與電極化強度
假設一個系統裏有{\displaystyle N}個電荷，標記第{\displaystyle i}個電荷{\displaystyle q_{i}}的位置為{\displaystyle \mathbf {r} _{i}'}，則這系統的電偶極矩{\displaystyle \mathbf {p} =\sum _{i=1}^{N}\ q_{i}\mathbf {r} _{i}'}給出其極化程度。但是，對於中性系統，電偶極矩無法給出這些電荷的位置資料。「電偶極矩密度」{\displaystyle {\mathfrak {p}}(\mathbf {r} ')}定義為每單位體積的電偶極距；它可以給出在空間內某區域{\displaystyle \mathbb {V} '}的總電偶極矩：
{\displaystyle \mathbf {p} =\int _{\mathbb {V} '}{\boldsymbol {\mathfrak {p}}}(\mathbf {r} ')\ d^{3}\mathbf {r} '}。
區域{\displaystyle \mathbb {V} '}的電偶極矩密度{\displaystyle {\mathfrak {p}}(\mathbf {r} ')}所產生的電勢為
{\displaystyle \phi (\mathbf {r} )={\frac {1}{4\pi \varepsilon _{0}}}\int _{\mathbb {V} '}{\frac {{\boldsymbol {\mathfrak {p}}}(\mathbf {r} ')\cdot (\mathbf {r} -\mathbf {r} ')}{|\mathbf {r} -\mathbf {r} '|^{3}}}\ d^{3}\mathbf {r} '}。
在計算包含這些電荷的區域的電勢或電場時，電極化強度{\displaystyle \mathbf {P} (\mathbf {r} )}擁有關於這些電荷的一些資料。假若要更準確地計算電勢或電場，則電極化強度必需擁有更多關於這些電荷的資料。對於某些案例，只設定{\displaystyle \mathbf {P} (\mathbf {r} )={\mathfrak {p}}(\mathbf {r} )}就足夠準確了；對於有些特別案例，可能需要給出更多細節描述，例如，除了電偶極矩密度以外，再添加電四極矩密度（electric quadrapole moment density）資料。

## 介電質內部的自由電荷與束縛電荷
束縛電荷是束縛於介電質內部某微觀區域的電荷。這微觀區域指的是像原子或分子一類的區域。自由電荷是不束縛於介電質內部某微觀區域的電荷。電極化會稍微改變物質內部的束縛電荷的位置，雖然這束縛電荷仍舊束縛於原先的微觀區域，這形成一種不同的電荷密度，稱為「束縛電荷密度」{\displaystyle \rho _{bound}}：
{\displaystyle \rho _{bound}=-\nabla \cdot \mathbf {P} }。
總電荷密度{\displaystyle \rho _{total}}是「自由電荷密度」{\displaystyle \rho _{free}}與束縛電荷密度的總和：
{\displaystyle \rho _{total}=\rho _{free}+\rho _{bound}}。
在介電質的表面，束縛電荷以表面電荷的形式存在，其表面密度稱為「面束縛電荷密度」{\displaystyle \sigma _{bound}}：
{\displaystyle \sigma _{bound}=\mathbf {P} \cdot {\hat {\mathbf {n} }}_{\mathrm {out} }}；
其中，{\displaystyle {\hat {\mathbf {n} }}_{\mathrm {out} }\,}是從介電質表面往外指的法向量。假若，介電質內部的電極化強度是均勻的，{\displaystyle \mathbf {P} }是個常數向量，則這介電質所有的束縛電荷都是面束縛電荷。
高斯定律表明，電場的散度等於總電荷密度{\displaystyle \rho _{total}}除以電常數：
{\displaystyle \nabla \cdot \mathbf {E} =\rho _{total}/\epsilon _{0}}。
電極化強度的散度等於負束縛電荷密度：
{\displaystyle \nabla \cdot \mathbf {P} =-\rho _{bound}}。
電位移{\displaystyle \mathbf {D} }以方程式定義為
{\displaystyle \mathbf {D} \ {\stackrel {\mathrm {def} }{=}}\ \epsilon _{0}\mathbf {E} +\mathbf {P} }；
所以，電位移的散度等於自由電荷密度{\displaystyle \rho _{free}}：
{\displaystyle \nabla \cdot \mathbf {D} =\rho _{free}}。

### 介電質產生的電勢
假設一介電質擁有自由電荷密度{\displaystyle \rho _{free}(\mathbf {r} ')}、電偶極矩密度{\displaystyle {\boldsymbol {\mathfrak {p}}}(\mathbf {r} ')}、電四極矩密度{\displaystyle {\boldsymbol {\mathfrak {Q}}}(\mathbf {r} ')}等等，平滑地分佈於區域{\displaystyle \mathbb {V} '}，則其電勢為
{\displaystyle \phi (\mathbf {r} )={\frac {1}{4\pi \varepsilon _{0}}}\int _{\mathbb {V} '}\left[{\frac {\rho _{free}(\mathbf {r} ')}{|\mathbf {r} -\mathbf {r} '|}}+{\frac {{\boldsymbol {\mathfrak {p}}}(\mathbf {r} ')\cdot (\mathbf {r} -\mathbf {r} ')}{|\mathbf {r} -\mathbf {r} '|^{3}}}+\sum _{i,j=1}^{3}{\frac {{\mathfrak {Q}}_{ij}(\mathbf {r} ')(x_{i}-x_{i}')(x_{j}-x_{j}')}{2|\mathbf {r} -\mathbf {r} '|^{5}}}\dots \right]\ d^{3}\mathbf {r} '}；
其中，{\displaystyle x_{1}}、{\displaystyle x_{2}}、{\displaystyle x_{3}}是{\displaystyle \mathbf {r} }的三個直角坐標。
為了方便運算，只取至電偶極矩密度項目，
{\displaystyle \phi (\mathbf {r} )={\frac {1}{4\pi \varepsilon _{0}}}\int _{\mathbb {V} '}\left[{\frac {\rho _{free}(\mathbf {r} ')}{|\mathbf {r} -\mathbf {r} '|}}+{\frac {{\boldsymbol {\mathfrak {p}}}(\mathbf {r} ')\cdot (\mathbf {r} -\mathbf {r} ')}{|\mathbf {r} -\mathbf {r} '|^{3}}}\right]\ d^{3}\mathbf {r} '}。
應用向量恆等式與分部積分法，帶單撇號的梯度符號表示對於源位置的偏微分，
{\displaystyle \nabla '\left({\frac {1}{|\mathbf {r} -\mathbf {r} '|}}\right)={\frac {\mathbf {r} -\mathbf {r} '}{|\mathbf {r} -\mathbf {r} '|^{3}}}}，
積分方程式的右手邊第二個項目變為 
{\displaystyle {\begin{aligned}\int _{\mathbb {V} '}{\frac {{\boldsymbol {\mathfrak {p}}}(\mathbf {r} ')\cdot (\mathbf {r} -\mathbf {r} ')}{|\mathbf {r} -\mathbf {r} '|^{3}}}\ d^{3}\mathbf {r} '&=\int _{\mathbb {V} '}{\boldsymbol {\mathfrak {p}}}(\mathbf {r} ')\cdot \nabla '\left({\frac {1}{|\mathbf {r} -\mathbf {r} '|}}\right)\ d^{3}\mathbf {r} '\\&=\int _{\mathbb {V} '}\nabla '\cdot \left({\frac {{\boldsymbol {\mathfrak {p}}}(\mathbf {r} ')}{|\mathbf {r} -\mathbf {r} '|}}\right)\ d^{3}\mathbf {r} '-\int _{\mathbb {V} '}{\frac {\nabla '\cdot {\boldsymbol {\mathfrak {p}}}(\mathbf {r} ')}{|\mathbf {r} -\mathbf {r} '|}}\ d^{3}\mathbf {r} '\\\end{aligned}}}。
應用散度定理，
{\displaystyle \int _{\mathbb {V} '}\nabla '\cdot \left({\frac {{\boldsymbol {\mathfrak {p}}}(\mathbf {r} ')}{|\mathbf {r} -\mathbf {r} '|}}\right)\ d^{3}\mathbf {r} '=\oint _{\mathbb {S} '}\left({\frac {{\boldsymbol {\mathfrak {p}}}(\mathbf {r} ')}{|\mathbf {r} -\mathbf {r} '|}}\right)\cdot \ d\mathbf {a} '}。
假設區域{\displaystyle \mathbb {V} '}變為無窮大，則其閉曲面{\displaystyle \mathbb {S} '}的積分項目趨向於零，所以，
{\displaystyle \phi (\mathbf {r} )={\frac {1}{4\pi \varepsilon _{0}}}\int _{\mathbb {V} '}\left[{\frac {\rho _{free}(\mathbf {r} ')}{|\mathbf {r} -\mathbf {r} '|}}-\ {\frac {\nabla '\cdot {\boldsymbol {\mathfrak {p}}}(\mathbf {r} ')}{|\mathbf {r} -\mathbf {r} '|}}\right]\ d^{3}\mathbf {r} '}。
注意到電勢乃是由總電荷決定：
{\displaystyle \phi (\mathbf {r} )={\frac {1}{4\pi \varepsilon _{0}}}\int _{\mathbb {V} '}{\frac {\rho _{total}(\mathbf {r} ')}{|\mathbf {r} -\mathbf {r} '|}}\ d^{3}\mathbf {r} '}。
由於積分於任意體積，以下全等式成立（由於不會造成歧義，可以不使用單撇號）：
{\displaystyle \rho _{total}=\rho _{free}+\nabla \cdot {\boldsymbol {\mathfrak {p}}}(\mathbf {r} )}。
因此，束縛電荷密度與電偶極矩密度的關係為
{\displaystyle \rho _{bound}=-\nabla \cdot {\boldsymbol {\mathfrak {p}}}}。
設定電極化強度為電偶極矩密度：{\displaystyle \mathbf {P} ={\boldsymbol {\mathfrak {p}}}}，則
{\displaystyle \nabla \cdot \mathbf {P} =-\rho _{bound}}。
類似地，可以將電四極矩密度項目加入為電極化強度的一部分。例如，在計算電磁波的散射於介電質時，電荷、電偶極子、電多極子等等，這些實體會各自不同地散射電磁波，因此，可能需要使用比電偶極矩近似法更加精確的方法。

### 面束縛電荷密度

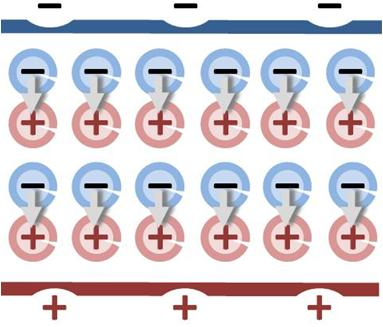
均勻電偶極子分佈會造成面束縛電荷的出現。簡圖上方的藍色粗線表示負性面電荷；下方的紅色粗線表示正性面電荷。

前面論述做了一個假設，即區域{\displaystyle \mathbb {V} '}變為無窮大。這假設促使閉曲面{\displaystyle \mathbb {S} '}的積分項目趨向於零；倘若不作這假設，倘若區域{\displaystyle \mathbb {V} '}的體積為有限尺寸，則閉曲面{\displaystyle \mathbb {S} '}的積分項目會展示出面束縛電荷。如右圖所示，電偶極子均勻地分佈於區域內部，每一個電偶極子的矢頭（正電荷）與矢尾（負電荷）會互相抵消。但是，在這區域的閉曲面，矢頭與矢尾無法互相抵消，電偶極子的矢頭形成了正性面電荷，而矢尾形成了負性面電荷。這兩組異性面電荷會產生電場，其方向與電偶極矩的方向相反。
假設自由電荷密度為零，電極化強度為電偶極矩密度，則電勢以方程式表示為
{\displaystyle {\begin{aligned}\phi (\mathbf {r} )&={\frac {1}{4\pi \varepsilon _{0}}}\int _{\mathbb {V} '}{\frac {{\boldsymbol {\mathfrak {p}}}(\mathbf {r} ')\cdot (\mathbf {r} -\mathbf {r} ')}{|\mathbf {r} -\mathbf {r} '|^{3}}}\ d^{3}\mathbf {r} '\\&={\frac {1}{4\pi \varepsilon _{0}}}\oint _{\mathbb {S} '}\left({\frac {{\boldsymbol {\mathfrak {p}}}(\mathbf {r} ')}{|\mathbf {r} -\mathbf {r} '|}}\right)\cdot \ d\mathbf {a} '-{\frac {1}{4\pi \varepsilon _{0}}}\int _{\mathbb {V} '}{\frac {\nabla '\cdot {\boldsymbol {\mathfrak {p}}}(\mathbf {r} ')}{|\mathbf {r} -\mathbf {r} '|}}\ d^{3}\mathbf {r} '\\\end{aligned}}}。
設定束縛電荷密度為
{\displaystyle \sigma _{bound}={\boldsymbol {\mathfrak {p}}}\cdot {\hat {\mathbf {n} }}}；
其中，{\displaystyle {\hat {\mathbf {n} }}}是閉曲面{\displaystyle \mathbb {S} '}的法向量，從{\displaystyle \mathbb {S} '}往外指出。
那麼，在區域{\displaystyle \mathbb {V} '}內的電偶極子分佈所產生的電勢，可以視為是由體束縛電荷密度{\displaystyle \rho _{bound}}與面束縛電荷密度{\displaystyle \sigma _{bound}}共同產生：
{\displaystyle \phi (\mathbf {r} )={\frac {1}{4\pi \varepsilon _{0}}}\oint _{\mathbb {S} '}{\frac {\sigma _{bound}(\mathbf {r} ')}{|\mathbf {r} -\mathbf {r} '|}}\ da'+{\frac {1}{4\pi \varepsilon _{0}}}\int _{\mathbb {V} '}{\frac {\rho _{bound}(\mathbf {r} ')}{|\mathbf {r} -\mathbf {r} '|}}\ d^{3}\mathbf {r} '}。

### 範例：處於均勻外電場的介電質球

假設介電質球的相對電容率大於四周環境的電極化率，當施加均勻外電場後，電位移場線展示出的圖樣。

思考處於均勻外電場{\displaystyle \mathbf {E} _{\infty }=E_{\infty }{\hat {\mathbf {z} }}}的一個線性均勻介電質球，其相對電容率為{\displaystyle \epsilon _{r}}。採用球坐標系{\displaystyle (r,\theta ,\phi )}，則對於方位角對稱系統，拉普拉斯方程式的一般解為
{\displaystyle \phi (r,\theta )=\sum _{l=0}^{\infty }(A_{l}\ r^{l}+B_{l}\ r^{-(l+1)})P_{l}(\cos {\theta })}；
其中，{\displaystyle A_{l}(\cos {\theta })}是係數，{\displaystyle P_{l}(\cos {\theta })}是勒讓德多項式。
設定球坐標系的原點與介電質球的球心同位置，在球內部，不容許{\displaystyle r^{-(l+1)}}項目存在，否則，在球心位置，電勢會發散，所以，
{\displaystyle \phi _{in}(r,\theta )=\sum _{l=0}^{\infty }A_{l}\ r^{l}P_{l}(\cos {\theta })}。
在球外部，當{\displaystyle r}超大於球半徑{\displaystyle R}時，外電場項目是主要項目，其它項目都趨向於零，因此電勢趨向於{\displaystyle -E_{\infty }r\cos {\theta }}，所以，
{\displaystyle \phi _{out}(r,\theta )=-E_{\infty }r\cos {\theta }+\sum _{l=0}^{\infty }B_{l}r^{-(l+1)}P_{l}(\cos {\theta })}。
在球表面，兩電勢函數必需滿足以下邊界條件：
{\displaystyle \phi _{in}(R,\theta )=\phi _{out}(R,\theta )}、
{\displaystyle \epsilon _{r}\left.{\frac {\partial \phi _{in}(r,\theta )}{\partial r}}\right|_{r=R}=\left.{\frac {\partial \phi _{out}(r,\theta )}{\partial r}}\right|_{r=R}}。
匹配{\displaystyle P_{l}(\cos {\theta })}相同的項目，第一個邊界條件導致
{\displaystyle A_{1}R=-E_{\infty }R+B_{1}R^{-2}}、
{\displaystyle A_{l}R^{l}=B_{l}R^{-(l+1)},\qquad \qquad l\neq 1}；
第二個邊界條件導致
{\displaystyle \epsilon _{r}A_{1}=-E_{\infty }-2B_{1}R^{-3}}、
{\displaystyle \epsilon _{r}lA_{l}R^{(l-1)}=-(l+1)B_{l}R^{-(l+2)},\qquad \qquad l\neq 1}。
從這些方程式，經過一番運算，可以得到
{\displaystyle A_{1}=-\ {\frac {3E_{\infty }}{\epsilon _{r}+2}}}、
{\displaystyle B_{1}={\frac {(\epsilon _{r}-1)R^{3}E_{\infty }}{\epsilon _{r}+2}}}；
其它係數都等於零：
{\displaystyle A_{l}=B_{l}=0,\qquad \qquad l\neq 1}。
所以，在球外部，電勢為
{\displaystyle \phi _{out}(r,\theta )=-E_{\infty }r\cos {\theta }+{\frac {(\epsilon _{r}-1)R^{3}E_{\infty }\cos {\theta }}{(\epsilon _{r}+2)r^{2}}}}。
這等價於外電場{\displaystyle \mathbf {E} _{\infty }}與電偶極矩{\displaystyle \mathbf {p} =4\pi \epsilon _{0}\left({\frac {(\epsilon _{r}-1)R^{3}}{\epsilon _{r}+2}}\right)\mathbf {E} _{\infty }}所共同產生的電勢，或者，外電場與電偶極矩密度{\displaystyle {\boldsymbol {\mathfrak {p}}}={\frac {\mathbf {p} }{V}}=3\epsilon _{0}\left({\frac {\epsilon _{r}-1}{\epsilon _{r}+2}}\right)\mathbf {E} _{\infty }}、半徑為{\displaystyle R}的介電質球所共同產生的電勢。
因子{\displaystyle {\frac {\epsilon _{r}-1}{\epsilon _{r}+2}}}稱為克勞修斯-莫索提因子。這因子顯示出，假若{\displaystyle \epsilon _{r}<1}，則感應電極化強度會改變正負號。當然，實際上，由於介電質的{\displaystyle \epsilon _{r}\geq 1}，這狀況永遠不會發生。但是，假設這介電質球含有兩種不同的介電質，{\displaystyle \epsilon _{r}}會被替代為內層與外層的相對電容率的比例，而這比例有可能大於或小於1。
在球內部，電勢為
{\displaystyle \phi _{in}(r,\theta )=-{\frac {3}{\epsilon _{r}+2}}E_{\infty }r\cos {\theta }}。
電場為
{\displaystyle \mathbf {E} _{in}=-\nabla \phi _{in}(r,\theta )={\frac {3}{\epsilon _{r}+2}}\mathbf {E} _{\infty }=\left(1-\ {\frac {\epsilon _{r}-1}{\epsilon _{r}+2}}\right)\mathbf {E} _{\infty }}。
這顯示出電偶極子的「去電極化效應」，所產生的去極化場{\displaystyle \mathbf {E} _{p}}為
{\displaystyle \mathbf {E} _{p}=\mathbf {E} _{in}-\mathbf {E} _{\infty }=-\ \left({\frac {\epsilon _{r}-1}{\epsilon _{r}+2}}\right)\mathbf {E} _{\infty }=-{\frac {\boldsymbol {\mathfrak {p}}}{3\epsilon _{0}}}}。
注意到在介電質球內部，電場具有均勻性，並且與外電場平行。電場與電偶極矩密度的關係為
{\displaystyle {\boldsymbol {\mathfrak {p}}}=\epsilon _{0}(\epsilon _{r}-1)\mathbf {E} _{in}}；
電偶極矩密度也是均勻的，所以，體束縛電荷密度為零：
{\displaystyle \rho _{bound}=-\nabla \cdot {\boldsymbol {\mathfrak {p}}}=0}。
在介電質球表面，面束縛電荷密度是內外兩電場的徑向分量的差值，或電偶極矩密度與徑向單位向量的內積：
{\displaystyle \sigma _{bound}={3}\varepsilon _{0}{\frac {\epsilon _{r}-1}{\epsilon _{r}+2}}E_{\infty }\cos {\theta }={\boldsymbol {\mathfrak {p}}}\cdot {\hat {\mathbf {r} }}}。

## 基本粒子的電偶極矩
近期，有很多實驗研究專注於測量基本粒子和複合粒子的電偶極矩，這包括電子、中子、緲子、陶子、水銀等等。這是一項非常熱門的題目，電偶極矩的存在違反了宇稱對稱性（P）與時間反演對稱性（time reversal symmetry）（T）。假定CPT對稱性（CPT symmetry）正確無誤，則由於時間破壞，電偶極矩數值會給出一個大自然CP破壞的衡量，並且這衡量與理論模型幾乎無關。因此，電偶極矩數值給CP破壞的尺寸設定了強約束；粒子物理學的標準模型的任何延伸都必需遵守這強約束。
因為不符合這越來越嚴格的電偶極矩上限，很多理論實際已被否定。換另一方面思考，已確立的理論——量子色動力學——所允許的電偶極矩數值比限制大了許多；這導致出強CP問題（strong CP problem）：為甚麼似乎量子色動力學並沒有摧毀CP對稱性？這也促使物理學者積極地尋找像軸子一類的新粒子。
物理學者精心設計的最新一代實驗對於電偶極矩的超對稱值域具有高靈敏度；這與正在大型強子對撞機進行的實驗相輔互成。
對於各種粒子的電偶極矩，現在最準確的估計為
中子：{\displaystyle |p_{n}|<2.9\times 10^{-26}\ e\ \mathrm {cm} \ (90\%C.L.)}、
電子：{\displaystyle |p_{e}|<1.05\times 10^{-27}\ e\ \mathrm {cm} \ (90\%C.L.)}、
水銀：{\displaystyle |p_{Hg}|<3.1\times 10^{-29}\ e\ \mathrm {cm} \ (95\%C.L.)}。

### 理論

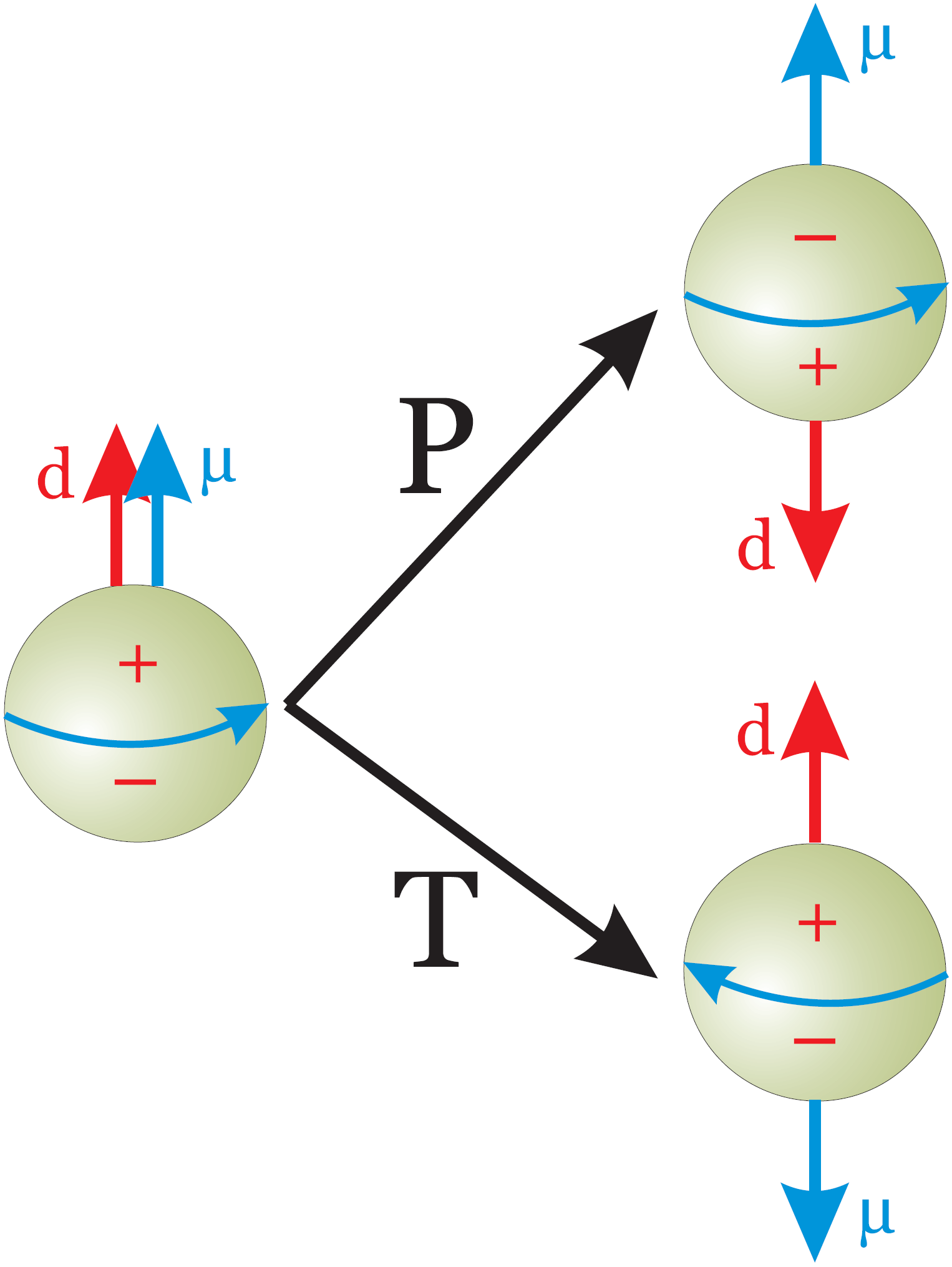
由於內稟電偶極矩而產生的宇稱（P）破壞和時間反演（T）破壞。

假設基本粒子擁有內稟電偶極矩，則宇稱（P）和時間反演對稱性（T）都會被破壞。舉例而言，思考中子的磁偶極矩和假定的電偶極矩，這兩種向量的方向必需相同。但是，時間反演會逆反磁偶極矩的方向，不會改變電偶極矩的方向；空間反演（宇稱）會逆反電偶極矩的方向，不會改變磁偶極矩的方向
。電偶極矩的存在破壞了這些對稱性。假定CPT對稱性正確無誤，則時間反演破壞也促使CP對稱性被破壞。

### 標準模型的預測
按照前面論述，為了營造有限值電偶極矩，必需先存在有破壞CP對稱性的理論程序。實驗者已經在弱交互作用的實驗中觀測到CP破壞，也已經能夠用標準模型的卡比博-小林-益川矩陣中的CP破壞相位來解釋CP破壞。但是，這解釋所獲得的CP破壞數值非常微小，因此對於電偶極矩的貢獻也微乎其微：{\displaystyle |p_{n}|\sim 10^{-32}\ e\ \mathrm {cm} }。遠遠低於現在最精密實驗所能測量到的數值。電偶極矩實驗可以用來核對很多從標準模型延伸的嶄新理論，例如如最小超對稱標準模型（minimal supersymmetric standard model）、左右對稱模型（left-right symmetric model）等等。這些理論估計的電偶極矩數值在可核對值域內。

## 外部連結
- 華盛頓大學物理系網頁：尋找永久原子電偶極矩。
- 中子電偶極矩實驗合作網頁：低溫電偶極矩實驗。